# Victor Wong (1927-2001)
Pour les articles homonymes, voir Victor Wong et Wong.
Victor Wong (de son vrai nom Yee Keung Victor Wong) est un acteur américain né le 30 juillet 1927 à San Francisco et mort le 12 septembre 2001 à Locke (Californie). Il est connu pour son rôle du grand-père Mori dans la série de films des Trois ninjas.

## Filmographie
- 1982 : Nightsongs de Marva Nabili.
- 1985 : Dim Sum: A Little Bit of Heart de Wayne Wang : l'oncle Tam
- 1985 : L'Année du dragon de Michael Cimino : Harry Yung
- 1986 : Les Aventures de Jack Burton dans les griffes du Mandarin de John Carpenter : Egg Shen
- 1986 : Shanghai Surprise de Jim Goddard : Ho Chong
- 1986 : Golden Child : L'Enfant sacré du Tibet (The Golden Child) de Michael Ritchie : Grand Pa
- 1987 : Le Dernier Empereur (The Last Emperor)  de Bernardo Bertolucci : Chen Pao Shen
- 1987 : Prince des ténèbres (Prince of Darkness) de John Carpenter : professeur Howard Birack
- 1989 : Eat a bowl of tea : Wah Gay
- 1989 : Life is Cheap... but Toilet Paper is Expansive de Wayne Wang et Spencer Nagasako : l'homme aveugle
- 1990 : An, le zhan chang d'Eric Tsang : le grand-père
- 1990 : Tremors de Ron Underwood : Walter Chang
- 1991 : Un étrange rendez-vous (Mistery Date) de Jonathan Wacks : le concierge
- 1992 : Long min de Jacob Cheung : Sissy
- 1992 : Ninja Kids (3 Ninjas) de Jon Turteltaub : le grand-père Mori Tanaka
- 1993 : The Ice Runner de Barry Samson : Fyodor
- 1993 : Le Club de la Chance de Wayne Wang : Chong
- 1994 : Les 3 ninjas contre-attaquent (3 Ninjas Kick Back) de Charles T. Kanganis : le grand-père Mori Tanaka
- 1994 : Ching Hat Yee de Tang Wing-yiu : Johnny
- 1995 : Les 3 ninjas se révoltent (3 Ninjas Knuckle Up) de Shin Sang-ok : le grand-père Mori Tanaka
- 1995 : Les Aventuriers de l'or noir de James Keach : Henry Nakai
- 1995 : Da mao xian jia (Great Adventurers) de Ringo Lam : l'oncle Nine
- 1995 : Jade de William Friedkin : Mr Wong
- 1996 : The Devil Takes a Holiday de Leon Corcos : Chi Chi
- 1996 : Paper Dragons d'Adolfo Swaya : maître Chang
- 1997 : Sept ans au Tibet (Seven Years in Tibet) de Jean-Jacques Annaud  : le chef de la mission chinoise
- 1998 : Les 3 ninjas se déchaînent (3 Ninjas: High Noon at Mega Mountain) de Sean McNamara : le grand-père Mori Tanaka